# Zrostka Hofmanna
Zrostka Hofmanna (Campanula hofmannii) – gatunek rośliny z rodziny dzwonkowatych. Pochodzi z obszarów Bośni i Hercegowiny. W nazewnictwie polskim występuje pod nazwą zrostki Hofmanna (Symphyandra hofmannii Pant.), jednak według nowszych ujęć taksonomicznych należy do rodzaju dzwonek i ma nazwę Campanula hofmannii (Pant.) Greuter & Burdet. 

## Morfologia
PokrójKrzaczkowaty, gęsty. Roślina dorasta do ok. 60 cm wysokości i ok. 30 cm szerokości.
LiścieLiście przyziemne okrągłe do strzałkowatych, w rozetach, mają długość do 15 cm, na łodydze liście mniejsze skrętoległe, jajowate, ostro zakończone, grubo ząbkowane, na długich ogonkach, owłosione.
KwiatyWyrastają latem na szczytach pędów. Są kremowożółte, zwisające, dzwonkowate

## Zastosowanie i uprawa
Jest uprawiana w gruncie jako roślina ozdobna. W Polsce można ją spotkać w niektórych ogrodach botanicznych, w ogródkach przydomowych jest rzadkością. Nadaje się szczególnie do ogrodów skalnych, na rabaty i obwódki rabat. Kwitnie bardzo obficie. Jest byliną, zazwyczaj jednak uprawia się ją jako roślinę dwuletnią, często bowiem po przekwitnięciu zamiera. Jest mrozoodporna (strefa klimatyczna 4-9). Może rosnąć zarówno w pełnym słońcu, jak i w półcieniu. Rozmnaża się z nasion.